# Cotylopus acutipinnis
Cotylopus acutipinnis es una especie de peces de la familia de los Gobiidae en el orden de los Perciformes.

## Morfología
Los machos pueden llegar a alcanzar los 13,4 cm de longitud total.

## Alimentación
Se nutre de algas. 

## Hábitat
Es un pez de clima tropical y bentopelágico.

## Distribución geográfica
Se encuentra en Mauricio y Reunión.  

## Observaciones
Es inofensivo para los humanos. 